# Los kvalifikace na Mistrovství Evropy ve fotbale 2012
Los kvalifikace na Mistrovství Evropy ve fotbale 2012 proběhl v neděli 7. února 2010 od 12 hodin středoevropského času v polské Varšavě v místním Paláci kultury a vědy. Losování vedl generální sekretář UEFA Gianni Infantino, jemuž asistovali polští a ukrajinští fotbalisté Zbigniew Boniek, Andrzej Szarmach, Oleg Blochin a Andrej Ševčenko. Celý ceremoniál zahájil polský ministerský předseda Donald Tusk.

## Účastnické země
Kvalifikace se účastní 51 zemí. Před losem byly rozděleny do 6 košů.

### První koš
- Španělsko
- Německo
- Nizozemsko
- Itálie
- Anglie
- Chorvatsko
- Portugalsko
- Francie
- Rusko

### Druhý koš
- Řecko
- Česko
- Švédsko
- Švýcarsko
- Srbsko
- Turecko
- Dánsko
- Slovensko
- Rumunsko

### Třetí koš
- Izrael
- Bulharsko
- Finsko
- Norsko
- Irsko
- Skotsko
- Severní Irsko
- Rakousko
- Bosna a Hercegovina

### Čtvrtý koš
- Slovinsko
- Lotyšsko
- Maďarsko
- Litva
- Bělorusko
- Belgie
- Wales
- Makedonie
- Kypr

### Pátý koš
- Černá Hora
- Albánie
- Estonsko
- Gruzie
- Moldavsko
- Island
- Arménie
- Kazachstán
- Lichtenštejnsko

### Šestý koš
- Ázerbájdžán
- Lucembursko
- Malta
- Faerské ostrovy
- Andorra
- San Marino

## Postup losování kvalifikace
Losováno byly nejprve týmy ze šestého koše, následně z pátého koše a postupně z jednotlivých košů až po koš první.
1. Ázerbájdžán – nalosován do kvalifikační skupiny A
2. Andorra – nalosována do kvalifikační skupiny B
3. Faerské ostrovy – nalosovány do kvalifikační skupiny C
4. Lucembursko – nalosováno do kvalifikační skupiny D
5. San Marino – nalosováno do kvalifikační skupiny E
6. Malta – nalosována do kvalifikační skupiny F
7. Arménie – nalosována do kvalifikační skupiny B
8. Kazachstán – nalosován do kvalifikační skupiny A
9. Estonsko – nalosováno do kvalifikační skupiny C
10. Albánie – nalosována do kvalifikační skupiny D
11. Moldavsko – nalosováno do kvalifikační skupiny E
12. Gruzie – nalosována do kvalifikační skupiny F
13. Černá Hora – nalosována do kvalifikační skupiny G
14. Island – nalosován do kvalifikační skupiny H
15. Lichtenštejnsko – nalosováno do kvalifikační skupiny I
16. Belgie – nalosována do kvalifikační skupiny A
17. Makedonie – nalosována do kvalifikační skupiny B
18. Slovinsko – nalosováno do kvalifikační skupiny C
19. Bělorusko – nalosováno do kvalifikační skupiny D
20. Maďarsko – nalosováno do kvalifikační skupiny E
21. Lotyšsko – nalosováno do kvalifikační skupiny F
22. Wales – nalosován do kvalifikační skupiny G
23. Kypr – nalosován do kvalifikační skupiny H
24. Litva – nalosována do kvalifikační skupiny I
25. Rakousko – nalosováno do kvalifikační skupiny A
26. Irsko – nalosováno do kvalifikační skupiny B
27. Severní Irsko – nalosováno do kvalifikační skupiny C
28. Bosna a Hercegovina – nalosována do kvalifikační skupiny D
29. Finsko – nalosováno do kvalifikační skupiny E
30. Izrael – nalosován do kvalifikační skupiny F
31. Bulharsko – nalosováno do kvalifikační skupiny G
32. Norsko – nalosováno do kvalifikační skupiny H
33. Skotsko – nalosováno do kvalifikační skupiny I
34. Turecko – nalosováno do kvalifikační skupiny A
35. Slovensko – nalosováno do kvalifikační skupiny B
36. Srbsko – nalosováno do kvalifikační skupiny C
37. Rumunsko – nalosováno do kvalifikační skupiny D
38. Švédsko – nalosováno do kvalifikační skupiny E
39. Řecko – nalosováno do kvalifikační skupiny F
40. Švýcarsko – nalosováno do kvalifikační skupiny G
41. Dánsko – nalosováno do kvalifikační skupiny H
42. Česko – nalosována do kvalifikační skupiny I
43. Německo – nalosováno do kvalifikační skupiny A
44. Rusko – nalosováno do kvalifikační skupiny B
45. Itálie – nalosována do kvalifikační skupiny C
46. Francie – nalosována do kvalifikační skupiny D
47. Nizozemsko – nalosováno do kvalifikační skupiny E
48. Chorvatsko – nalosováno do kvalifikační skupiny F
49. Anglie – nalosována do kvalifikační skupiny G
50. Portugalsko – nalosováno do kvalifikační skupiny H
51. Španělsko – nalosováno do kvalifikační skupiny I

## Složení kvalifikačních skupin

### Skupina A
- Německo
- Turecko
- Rakousko
- Belgie
- Kazachstán
- Ázerbájdžán

### Skupina B
- Rusko
- Slovensko
- Irsko
- Makedonie
- Arménie
- Andorra

### Skupina C
- Itálie
- Srbsko
- Severní Irsko
- Slovinsko
- Estonsko
- Faerské ostrovy

### Skupina D
- Francie
- Rumunsko
- Bosna a Hercegovina
- Bělorusko
- Albánie
- Lucembursko

### Skupina E
- Nizozemsko
- Švédsko
- Finsko
- Maďarsko
- Moldavsko
- San Marino

### Skupina F
- Chorvatsko
- Řecko
- Izrael
- Lotyšsko
- Gruzie
- Malta

### Skupina G
- Anglie
- Švýcarsko
- Bulharsko
- Wales
- Černá Hora

### Skupina H
- Portugalsko
- Dánsko
- Norsko
- Kypr
- Island

### Skupina I
- Španělsko
- Česko
- Skotsko
- Litva
- Lichtenštejnsko

## Účastníci baráže
Po odehrání všech utkání ve skupinách byly pro jednotlivé skupiny sestaveny tabulky a mužstva na prvních místech těchto tabulek postoupila přímo na mistrovství Evropy. Následně byly tabulky u skupin, v nichž hrálo šest mužstev, přepočítány, a to tím způsobem, že nebyly uvažovány výsledky dosažené v utkáních s nejhorším mužstvem šestičlenné skupiny. Celek, který byl nejlepší z týmů na druhých místech – Švédsko – také postoupil přímo na mistrovství Evropy. Zbylých osm mužstev bylo rozděleno na dvě čtyřčlenné skupiny podle kvality (uvažovaly se zápasy posledních tří kvalifikačních cyklů a případně i účast na mistrovství Evropy 2008 či mistrovství světa 2010. V potaz se braly jak uhrané body, tak také vstřelené a inkasované branky). Ti lepší se ocitli mezi týmy nasazenými, ti horší mezi nenasazenými. Složení skupin bylo následující:

### Nasazené týmy
- Chorvatsko
- Portugalsko
- Irsko
- Česko

### Nenasazené týmy
- Turecko
- Bosna a Hercegovina
- Černá Hora
- Estonsko

## Postup losování baráže
Ve čtvrtek 13. října 2011 od 13 hodin proběhl v krakovském hotelu Sheraton los barážových dvojic. Vylosován byl vždy jeden tým z jedné skupiny a k němu soupeř z druhé skupiny. Vzhledem k tomu, že umístění mezi nasazenými či nenasazenými týmy nemá vliv na pořadí sehrání vzájemných zápasů, je v prvním utkání domácím mužstvem ten tým, který byl vylosován dříve.
Účastníky losování byli Gianni Infantino, Zbigniew Boniek a Michel Platini.
1. Turecko
2. Chorvatsko
3. Estonsko
4. Irsko
5. Česko
6. Černá Hora
7. Bosna a Hercegovina
8. Portugalsko

## Složení barážových dvojic
- Turecko –  Chorvatsko
- Estonsko –  Irsko
- Česko –  Černá Hora
- Bosna a Hercegovina –  Portugalsko